# Ганчев, Иван Дмитриевич
Иван Дмитриевич Ганчев (9 декабря 1929, Вячеславка — 1 августа 2009, Никополь) — бригадир строительного управления, заслуженный строитель Украинской ССР (1962), дважды Герой Социалистического Труда (1966, 1985).

## Биография
Родился 9 декабря 1929 года в селе Вячеславка Приморского района Запорожской области в семье болгарских переселенцев.
Окончив школу ФЗО, в 1948 году начал трудовую деятельность плотником треста «Запорожстрой», затем был переведён в «Криворожстрой» кадровым рабочим. В 1962 году его перевели в трест «Марганецрудстрой» бригадиром каменщиков-монтажников.
В 1985 году Ганчев вышел на пенсию, но продолжал работать технологом строительно-монтажных работ на ЖБК-27.
Умер 1 августа 2009 года в городе Никополь, где и похоронен.

## Награды
- дважды Герой Социалистического Труда (11.08.1966, 01.04.1986);
- дважды Орден Ленина (11.08.1966, 01.04.1986);
- орден Октябрьской Революции (1974);
- дважды Орден Трудового Красного Знамени (1958, 1981);
- орден «Знак Почёта» (1971);
- медали;
- Государственная премия СССР (1976);
- Заслуженный строитель Украинской ССР (1962);
- Почётный гражданин города Никополя (1969).

## Память
- Бронзовый бюст И. Д. Ганчева установлен на проспекте Трубников в Никополе в 2004 году[2].